# Holocentrus adscensionis
El candil, candil de vidrio, candil gallito o carajuelo de Ascensión es la especie Holocentrus adscensionis, un pez marino de la familia holocéntridos, distribuida por el Atlántico oeste, desde las costas de Carolina del Norte (EE. UU.) hasta el sur de Brasil, por todo el mar Caribe y Golfo de México, así como por la costa este oceánica desde las islas Canarias hasta Angola, incluyendo islas atlánticas como la isla Ascensión de la que toma su nombre.

## Importancia para el hombre
Se pesca, pero con escaso valor comercial en los mercados, aunque es usado en acuariología marina por su belleza y facilidad para mantener en cautividad. Hay que consumirlo con precaución pues se han descrito casos de envenenamiento por ciguatera.

## Anatomía
Cuerpo esbelto algo comprimido, de color rojo mate rayado o rosado a veces manchado, tiene una longitud máxima descrita de 25 cm aunque se ha descrito una captura de 61 cm. En la aleta dorsal tiene 11 espinas y unos 15 radios blandos, mientras que en la aleta anal tiene 4 espinas y unos 10 radios blandos, con el extremo de las espinas dorsales rojizo a translúcido, no blanco, lo que lo diferencia del candil rufo, con el margen posterior de la mandíbula alcanzando el margen posterior de la pupila.

## Hábitat y biología
Vive en aguas superficiales marinas de pocos metros de profundidad, asociado a arrecifes, normalmente entre 8 y 30 m. Tiene hábitos nocturnos, escondiéndose bajo el coral de día y moviéndose sobre al arena y zona de algas durante la noche, donde se alimentan de pequeños crustáceos.